# 風雲決 ストームライダーズ
『風雲決 ストームライダーズ』（かざぐもけつ ストームライダーズ、簡体字: 风云决; 繁体字: 風雲決; ピン音: Fēng Yǘn Juó）は、中国を代表する上海文広新聞伝媒集団（上海メディアグループ）製作によるアニメ映画。2008年7月19日に公開された。
1千万ドルをかけ、製作期間5年間を費やした、1998年に公開された香港映画『風雲 ストームライダーズ』10周年記念アニメ映画。配信プロジェクトの総興行は3000万元を超えた。
日本では、2008年10月25日に秋葉原アニメまつりでのみ初公開（中国語 / 日本語字幕版）。

## キャスト
| 役名   | 中国語吹替キャスト         | 日本語吹替キャスト |
| ------ | -------------------------- | ------------------ |
| 聶風   | リッチー・レン（任賢齊）   | -                  |
| 步驚雲 | ニコラス・ツェー（謝霆鋒） | -                  |